# Harald Adelsohn
Albert Harald Adelsohn, född 24 juni 1883 i Hudiksvall, död 25 december 1968 i Helsingborg, var en svensk direktör.

## Biografi
Han var son till grosshandlaren Louis Adelsohn och Carolina Klein. Efter studentexamen vid Karlstads högre allmänna läroverk 1903 studerade han juridik vid Uppsala universitet och var där även sångare i Orphei Drängar   och i Norrlandskören  och OD:s festmarskalk samt Uppsala studentkårs övermarskalk. Det var Adelsohn som rekryterade Hugo Alfvén till dirigent i OD då denne hade tillträtt som director musices i Uppsala 1910. Adelsohn var, enligt Alfvén, en "begåvad administratör och organisatoriskt geni".
Adelsohn tjänstgjorde som intendent vid Nordiska Museet  och Skansen 1912–1917, varefter han 1917 blev generalkommissarie för jubileumsutställningen i Göteborg som ägde rum 1923  och styrelseledamot i Göteborgs Lyriska Teater. Utställningen gick med stor ekonomisk förlust, som fick täckas av Göteborgs stad. Om utställningen gjordes en dramatiserad dokumentärfilm, Boman på utställningen, där Adelsohn spelade rollen som sig själv. Han blev direktör för Elektrolux tyska bolag 1925 och för AB Lavator från 1930.
Harald Adelsohn var farbror till Ulf Adelsohn.